# Dehnungs-Verkürzungs-Zyklus
Der Dehnungs-Verkürzungs-Zyklus (DVZ) ist die aktive Verlängerung der Muskulatur unmittelbar gefolgt von der Kontraktion desselben Muskels. Hierbei kommt es nach der Verlängerung (durch Körpergewicht oder andere Muskeln) zunächst zu einer exzentrischen, dann zu einer konzentrischen Kontraktion.
Da Muskulatur plastisch und elastisch ist, muss die Kontraktion unmittelbar nach der Dehnung erfolgen, bevor sich die Muskulatur der Dehnung angepasst hat.
Der DVZ ist durch gespeicherte Energie aus vorherigen Bewegungen besonders schnell und energiesparend. Es ist in der Literatur jedoch umstritten, wo diese Energie gespeichert ist, ob in Muskeln oder Bindegewebe.
Der DVZ ist abhängig von der Flexibilität von Sehnen und Bändern. Da diese jeweils bis zum Anschlag gedehnt werden müssen, ist eine hohe Dehnbarkeit ungünstig für die Entwicklung des DVZ. Kinder entwickeln im DVZ pro Kilogramm Körpergewicht eine Schnelligkeit, die hinter der von Erwachsenen nicht zurücksteht.
Der DVZ wird durch Plyometrie trainiert.